# Assassinato de Robert F. Kennedy
O Assassinato de Robert F. Kennedy, senador dos Estados Unidos e irmão do presidente assassinado John F. Kennedy, se refere ao atentado cometido contra o senador, que foi atingido por três tiros no dia 5 de junho de 1968 pelo imigrante palestino Sirhan Sirhan, no hall central do Hotel Ambassador durante a campanha para a eleição presidencial de 1968.
Sirhan, um palestino que tinha fortes crenças anti-sionistas e pró-palestinas, testemunhou em 1969 que matou Kennedy "com 20 anos de malícia premeditada"; ele foi condenado e sentenciado à morte. Devido a  People v. Anderson, sua sentença foi comutada para prisão perpétua em 1972 com possibilidade de liberdade condicional. Seu pedido de liberdade condicional foi negado inúmeras vezes.

## História
O assassino se encontrava na cozinha, num dado momento, andou até o local onde o candidato Robert Kennedy já se despedia dos seus correligionários. Suas palavras, no momento, eram de otimismo com a candidatura a presidente dos EUA, momento em que encerrava seu discurso para centenas de partidários reunidos em comemoração a sua presumível vitória. A maioria dos convidados já se aglomerava a sua volta. Robert Kennedy já era vitorioso na fragorosa vitória das eleições primárias do Partido Democrata na Califórnia, em sua campanha à presidência dos Estados Unidos. Kennedy morreu na manhã seguinte ao atentado, dia 6 de junho.